# Indigofera inyangana
Indigofera inyangana är en ärtväxtart som beskrevs av Nicholas Edward Brown. Indigofera inyangana ingår i släktet indigosläktet, och familjen ärtväxter. Inga underarter finns listade i Catalogue of Life.